# Macrocephalus notatus
Macrocephalus notatus är en insektsart som först beskrevs av John Obadiah Westwood 1841.  Macrocephalus notatus ingår i släktet Macrocephalus och familjen rovskinnbaggar. Inga underarter finns listade i Catalogue of Life.